# Myslín
Myslín é uma comuna checa localizada na região da Boêmia do Sul, distrito de Písek.